# Fritz Fabian (Jurist)

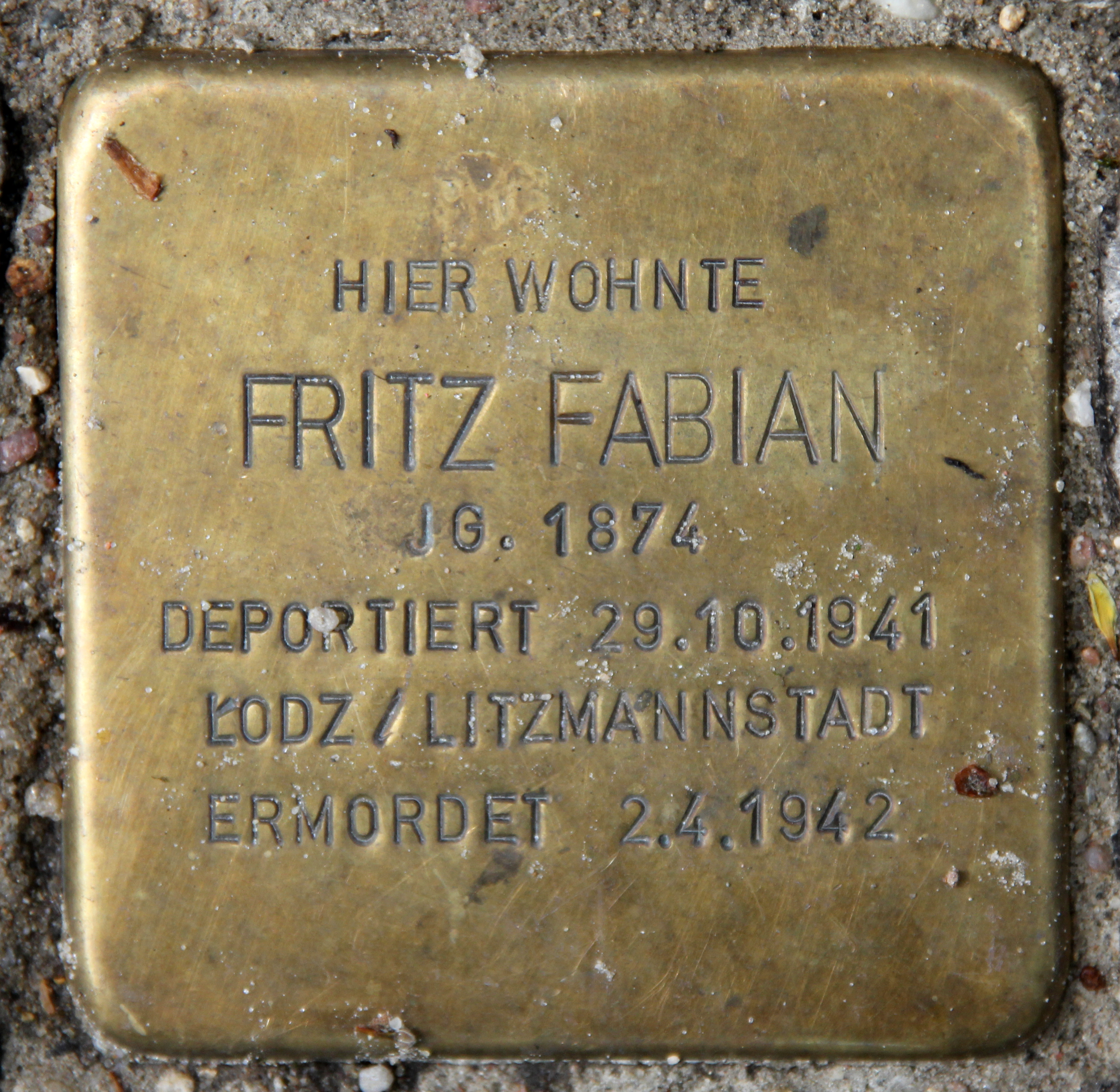
Stolperstein für Fritz Fabian, Sybelstraße 66, Berlin-Charlottenburg

Sally Fritz Fabian (* 20. Dezember 1874 in Tuchola, Westpreußen; † 2. April 1942 in Łódź) war ein deutscher Jurist, Rechtsanwalt und Holocaustopfer.

## Leben
Fritz Fabian wurde am 20. Dezember 1874 in Tuchel (Tuchola, Westpreußen) geboren. Er studierte Jura und war Mitglied in einer farbentragenden Studentenverbindung, deren grüne Kappe er auch noch später trug. Seine 1909 geschlossene Ehe mit Marie (geborene Gernsheim), die früh starb, blieb kinderlos. 1921 heiratete er die Rumänin Stefanie Bachstez, geboren am 3. August 1892 in Iași, Region Moldau . Das Paar lebte im vornehmen Berlin-Charlottenburg, Sybelstraße 66. 1922 bekamen sie einen Sohn, Robert Philipp, genannt „Bobby“, und 1924 eine Tochter, Luisette Susanne.
Fabian galt als ein hervorragender Jurist und wirkte u. a. als Testamentvollstrecker. Er war zudem streng deutschnational eingestellt und gehörte dem rechtskonservativen Verband nationaldeutscher Juden an. Seine Frau dachte dagegen international und wurde als „völlig offen, charmant, kultiviert und belesen“ geschildert. Sie soll eine gute Köchin gewesen sein, zeichnete, malte und sprach fließend Französisch. Die Familie war beiden wichtig. Fritz galt als liebevoller Vater mit großem Gerechtigkeitssinn.
Nach 1933 erhielt Fritz Fabian trotz seiner deutschnationalen Einstellung Berufsverbot. Die Familie wurde zudem antijüdischen Repressionen ausgesetzt, was auch zu internen Spannungen führte. Während Stefanie äußerte, sie würde lieber in Israel Toiletten putzen als eine Stunde länger in Deutschland bleiben, hoffte Fritz auf Verbesserungen. Ihr „arisches“ Kindermädchen Selma Magen besuchte die Familie, so oft sie konnte. 1936 wurde Bobby auf Anraten seines Englischlehrers nach England geschickt. Auch den Eltern wurde geraten, Deutschland so schnell wie möglich zu verlassen, sie blieben jedoch, weil Fabian die antisemitische Gesetzgebung nicht wahrhaben wollte und ihr allein das Geld für eine Ausreise fehlte.
Während des Zweiten Weltkrieges erhielt Stefanies Bruder Marcel Bachstez, der 1939 nach Mexiko geflüchtet war und dort ein Unternehmen aufgebaut hatte, von Stefanie eine Postkarte, aus der hervorging, dass ihre Familie bedroht war. Obgleich es ihm gelang, innerhalb von 24 Stunden eine Einreiseerlaubnis zu erhalten, kam die Nachricht hierüber erst am 29. Oktober 1941 in Berlin an. Am gleichen Tag wurden Fritz, Stefanie und Luisette Fabian von der SS abgeholt und in das Lodzer Ghetto deportiert. Nach Erinnerung von Gabriella Mellen, geb. Bachstez, (Tochter des Bruders seiner Frau) hat er die Strapazen der Deportation nicht überstanden und starb am 2. April 1942. Am 4. Mai 1942 wurden Stefanie und Luisette nach Chelmno weitertransportiert und dort ermordet.

## Nachwirken
Robert „Bobby“ Fabian blieb ledig und ging von England nach New York City, USA. Er arbeitete erfolgreich als Grafiker und Künstler, unter anderem mit Andy Warhol. Später wurde er Dozent für Grafik-Design an der Purchase College State University.

## Schriftquellen und Weblinks
- www.stolpersteine.de, abgerufen am 3. April 2021
- Website des Bezirksamts Charlottenburg-Wilmersdorf, abgerufen am 3. April 2021
- www.HiSoUR.com, abgerufen am 3. April 2021, zum Teil mit Verwechslungen mit Fritz Fabian.